# Charles Eugène Gabriel de la Croix
Charles Eugène Gabriel de la Croix, marchese di Castries (Parigi, 25 febbraio 1727 – Wolfenbüttel, 11 gennaio 1801), è stato un generale francese, maresciallo di Francia dal 1783.

## Biografia
Suo padre era Joseph-François de la Croix, duca di Castries, barone e luogotenente del Re della Linguadoca, maresciallo di campo nel 1693, cavaliere dell'Ordine di San Michele nel 1724. Sua madre era Marie-Françoise de Lévis-Charlus. Sposò il 19 dicembre 1743 Gabrielle-Isabeau-Thérèse de Rosset de Fleury, nipote del cardinale de Fleury, da cui ebbe due figli. Entrato nel reggimento di fanteria del re col grado di sottotenente nel 1739, e promosso tenente nel 1742, partecipò alla guerra dei sette anni e a tutte le campagne di Luigi XV. Maestro di campo del reggimento di cavalleria del re nel 1744, ne ebbe il comando nelle Fiandre con l'armata del maresciallo de Saxe e con essa partecipò agli assedi di Menen, Ypres e Veurne, terminando la campagna a Courtrai.
Si mise in luce nel 1745, durante la guerra di successione austriaca, alla battaglia di Fontenoy, agli assedi di Tournai, di Dendermonde e di Ath. Servì nel 1746 durante gli assedi di Anversa e di Bruxelles, e diede nuova prova di sé alle battaglie di Roucoux e di Lauffeldt. Il suo servizio gli valse il grado di brigadiere nel 1748. Nello stesso anno divenne commissario generale della cavalleria e fu creato maresciallo di campo. Con tale grado fu impiegato al campo di Saarlouis, e nel 1756 fu posto al comando delle truppe che il sovrano aveva deciso di inviare in Corsica.
Lasciò l'isola l'anno successivo per passare all'armata di Germania e prendere il comando della cavalleria, con cui combatté a Roßbach, dove venne ferito più volte. Fu posto nel 1758 al comando di un corpo speciale che formava l'avanguardia dell'armata di Carlo di Rohan-Soubise, e combatté a Lutzelberg il 10 ottobre. Nel mese di dicembre prese Sankt Goar, facendone prigioniera la guarnigione, e subito dopo fu promosso tenente generale.
Nominato maestro di campo generale della cavalleria l'anno successivo, prese parte alle battaglie di Crevelt e di Minden. Impiegato come primo tenente generale al comando della riserva del conte du Muy, venne ferito a Warburg da un colpo di cannone. Attaccato a Kloster Kamp, seppe risollevare le sorti della battaglia e costringere il nemico in ritirata. Il sovrano, in riconoscimento dei suoi meriti, gli accordò l'accesso alle proprie stanze e la nomina a cavaliere dell'Ordine dello Spirito Santo, da rendersi effettiva appena avesse raggiunto l'età prevista dagli statuti. Comandò nel 1761 la cavalleria dell'armata del Basso Reno, dove fu impiegato in qualità di maresciallo generale. L'anno successivo ebbe il comando di svariate unità, e ricevette una ferita al braccio nella difesa del ponte di Bruckmühl. Nel 1770 passò alla Gendarmes écossais ed ebbe il comando dell'intera gendarmeria nelle Fiandre, Hainaut e Cambrésis nel 1774.
Nel 1778 fu impiegato come tenente generale nell'armata radunata sulle coste della Normandia e della Bretagna. Nel 1780, essendosi dimesso il segretario di Stato della Marina, Antoine de Sartine, Luigi XVI conferì l'incarico a Castries. Questi riorganizzò la flotta e il registro navale, mise a punto nuove tattiche per combattere sui mari la guerra d'indipendenza americana. Obbligato a lasciare la Francia dalla rivoluzione, domandò asilo al duca di Brunswick, che lo accolse nel migliore dei modi. Comandò una divisione nell'esercito realista nel 1792. Morì nel 1801 e fu sepolto a Brunswick, dove il duca fece elevare in suo onore un monumento alla memoria per ricordare il vincitore di Kloster Kampen.